# العلاقات الإثيوبية الفيتنامية
العلاقات الإثيوبية الفيتنامية هي العلاقات الثنائية التي تجمع بين إثيوبيا وفيتنام.

## مقارنة بين البلدين
هذه مقارنة عامة ومرجعية للدولتين:
| وجه المقارنة                                              | إثيوبيا                        | فيتنام           |
| --------------------------------------------------------- | ------------------------------ | ---------------- |
| المساحة (كم2)                                             | 1.10 مليون                     | 331.69 ألف       |
| عدد السكان (نسمة)                                         | 104.96 مليون                   | 94.66 مليون      |
| الكثافة السكانية (ن./كم²)                                 | 95.42                          | 285.39           |
| العاصمة                                                   | أديس أبابا                     | هانوي            |
| اللغة الرسمية                                             | اللغة الأمهرية                 | اللغة الفيتنامية |
| العملة                                                    | بير إثيوبي                     | دونغ فيتنامي     |
| الناتج المحلي الإجمالي (بليون دولار)                      | 80.56 مليار                    | 234.19 مليار     |
| الناتج المحلي الإجمالي (تعادل القوة الشرائية) بليون دولار | 161.90 مليار                   | 553.42 مليار     |
| الناتج المحلي الإجمالي الاسمي للفرد دولار أمريكي          | 619                            | 2.48 ألف         |
| الناتج المحلي الإجمالي للفرد دولار أمريكي                 | 1.50 ألف                       | 5.63 ألف         |
| مؤشر التنمية البشرية                                      | 0.442                          | 0.666            |
| رمز المكالمات الدولي                                      | +251                           | +84              |
| رمز الإنترنت                                              | .et                            | .vn              |
| المنطقة الزمنية                                           | ت ع م+03:00، توقيت شرق أفريقيا | ت ع م+07:00      |

## منظمات دولية مشتركة
يشترك البلدان في عضوية مجموعة من المنظمات الدولية، منها:
| علم المنظمة | اسم المنظمة                        | تاريخ انضمام إثيوبيا | تاريخ انضمام فيتنام |
| ----------- | ---------------------------------- | -------------------- | ------------------- |
|             | الاتحاد البريدي العالمي            | ?                    | ?                   |
|             | مؤسسة التنمية الدولية              | 11 أبريل 1961        | 24 سبتمبر 1960      |
|             | منظمة حظر الأسلحة الكيميائية       | ?                    | ?                   |
|             | الأمم المتحدة                      | 13 نوفمبر 1945       | 20 سبتمبر 1977      |
|             | وكالة ضمان الاستثمار متعدد الأطراف | 13 أغسطس 1991        | 5 أكتوبر 1994       |
|             | منظمة الشرطة الجنائية الدولية      | ?                    | ?                   |
|             | مؤسسة التمويل الدولية              | 20 يوليو 1956        | 4 أغسطس 1967        |
|             | البنك الدولي للإنشاء والتعمير      | 27 ديسمبر 1945       | 21 سبتمبر 1956      |
|             | الاتحاد الدولي للاتصالات           | 20 فبراير 1932       | 24 سبتمبر 1951      |
|             | الفريق المعني برصد الأرض           | ?                    | ?                   |
|             | يونسكو                             | 1 يوليو 1955         | 6 يوليو 1951        |

## وصلات خارجية
- موقع وزارة الخارجية الإثيوبية
- موقع وزارة الخارجية الفيتنامية